# Butano (empresa)
Butano S.A. fue una empresa española que estuvo a cargo en régimen de monopolio de la comercialización de gases de butano y propano.

## Historia
La empresa fue constituida en 1957 por REPESA y CAMPSA, que controlaban respectivamente un 50% de su capital. Butano S.A. nacía en régimen de monopolio con el fin de comercializar y distribuir los gases butano y propano en el mercado español. En 1981, en el contexto que siguió a la segunda crisis del petróleo, la sociedad se integró en la órbita del recién creado Instituto Nacional de Hidrocarburos (INH). La empresa acabaría sirviendo de base para la creación de una nueva sociedad, Repsol Butano, una filial del grupo Repsol que se constituyó en 1987 a partir de los activos que controlaba el INH.